# اچ.اچ. هولمز: اولین آدم‌کش زنجیره‌ای آمریکا
اچ. اچ. هولمز: اولین آدم‌کش زنجیره‌ای آمریکا (انگلیسی: H. H. Holmes: America's First Serial Killer) یک فیلم مستند به کارگردانی جان باراوسکی است که در سال ۲۰۰۴ منتشر شد. این مستند روایتی از زندگی و جنایت‌های دکتر اچ.اچ. هولمز نخستین قاتل زنجیره‌ای آمریکا است و برنده تندیس بهترین فیلم مستند ترسناک از Screamfest شده‌است.